# Yanoconodon
Yanoconodon is een geslacht van uitgestorven zoogdieren uit de Eutriconodonta. Dit dier leefde in het Vroeg-Krijt in oostelijk Azië. Het geslacht omvat als enige soort Y. allini.

## Fossiele vondsten
Het holotype van Yanoconodon is een fossiel uit de Huajiying-formatie in het Yan-gebergte in de Volksrepubliek China. De ouderdom van deze formatie wordt geschat op 122 miljoen jaar.

## Kenmerken
Yanoconodon was 13 cm lang met een lang, tonvormig lichaam. Op basis van de peddelachtige vorm van de poten wordt gedacht dat het een semi-aquatisch dier was. Yanoconodon was vermoedelijk een piscivoor. De bouw van het middenoor toont een overgangsvorm tussen de basale zoogdieren en de moderne zoogdieren. De botten van het middenoor zijn modern, maar middels een verbeend Meckel's kraakbeen nog verbonden met de kaak. 